# Л'Аспуньйола
л'Аспуньйо́ла (кат. L'Espunyola, вимова літературною каталанською [łəspuɲɔ́łə]) - муніципалітет, розташований в Автономній області Каталонія, в Іспанії. Код муніципалітету за номенклатурою Інституту статистики Каталонії - 80787. Знаходиться у районі (кумарці) Барґаза (коди району - 14 та BD) провінції Барселона, згідно з новою адміністративною реформою перебуватиме у складі Баґарії (округи) Центральна Каталонія. 

## Назва муніципалітету
Назва муніципалітету походить від назви північно-північно-східного вітру у районі (кумарці) Уліана.

## Населення
Населення міста (у 2007 р.) становить 260 осіб (з них менше 14 років - 13,1%, від 15 до 64 - 61,9%, понад 65 років - 25%). У 2006 р. народжуваність склала 1 особа, смертність - 4 особи, зареєстровано 0 шлюбів. У 2001 р. активне населення становило 111 осіб, з них безробітних - 7 осіб.

Серед осіб, які проживали на території міста у 2001 р., 253 народилися в Каталонії (з них 193 особи у тому самому районі, або кумарці), 11 осіб приїхало з інших областей Іспанії, а 3 особи приїхали з-за кордону. 

Вищу освіту має 2,9% усього населення. 

У 2001 р. нараховувалося 74 домогосподарства (з них 10,8% складалися з однієї особи, 21,6% з двох осіб,20,3% з 3 осіб, 14,9% з 4 осіб, 17,6% з 5 осіб, 8,1% з 6 осіб, 4,1% з 7 осіб, 2,7% з 8 осіб і 0% з 9 і більше осіб).

Активне населення міста у 2001 р. працювало у таких сферах діяльності : у сільському господарстві - 40,4%, у промисловості - 7,7%, на будівництві - 14,4% і у сфері обслуговування - 37,5%. 

 У муніципалітеті або у власному районі (кумарці) працює 82 особи, поза районом - 50 осіб.

### Безробіття
У 2007 р. нараховувалося 5 безробітних (у 2006 р. - 7 безробітних), з них чоловіки становили 40%, а жінки - 60%.

## Економіка

### Підприємства міста

#### Промислові підприємства
| \| Промислові підприємства міста, за сферою діяльності \| Промислові підприємства міста, за сферою діяльності \| Промислові підприємства міста, за сферою діяльності \| \| Рік \| 2002 р. \| 2001 р. \| \| --------------------------------------------------- \| --------------------------------------------------- \| --------------------------------------------------- \| \| Енергетичні та водні ресурси \| 0% \| 0% \| \| Хімія та метали \| 0% \| 0% \| \| Переробка металів \| 0% \| 0% \| \| Продукти харчування \| 100% \| 100% \| \| Текстиль \| 0% \| 0% \| \| Виробництво меблів, видання \| 0% \| 0% \| \| Інше \| 0% \| 0% \| \| Усього підприємств \| 1 \| 1 \| |         |         |
| Промислові підприємства міста, за сферою діяльності |         |         |
| Рік | 2002 р. | 2001 р. |
| Енергетичні та водні ресурси | 0%      | 0%      |
| Хімія та метали | 0%      | 0%      |
| Переробка металів | 0%      | 0%      |
| Продукти харчування | 100%    | 100%    |
| Текстиль | 0%      | 0%      |
| Виробництво меблів, видання | 0%      | 0%      |
| Інше | 0%      | 0%      |
| Усього підприємств | 1       | 1       |

#### Роздрібна торгівля
| \| Підприємства роздрібної торгівлі міста, за сферою діяльності \| Підприємства роздрібної торгівлі міста, за сферою діяльності \| Підприємства роздрібної торгівлі міста, за сферою діяльності \| \| Рік \| 2002 р. \| 2001 р. \| \| ------------------------------------------------------------ \| ------------------------------------------------------------ \| ------------------------------------------------------------ \| \| Продукти харчування \| 50% \| 50% \| \| Одяг та взуття \| 0% \| 0% \| \| Товари для дому \| 0% \| 0% \| \| Книги та періодичні видання \| 0% \| 0% \| \| Промислова хімічна продукція \| 50% \| 50% \| \| Продукція, пов'язана з транспортними засобами \| 0% \| 0% \| \| Інше \| 0% \| 0% \| \| Усього підприємств \| 2 \| 2 \| |         |         |
| Підприємства роздрібної торгівлі міста, за сферою діяльності |         |         |
| Рік | 2002 р. | 2001 р. |
| Продукти харчування | 50%     | 50%     |
| Одяг та взуття | 0%      | 0%      |
| Товари для дому | 0%      | 0%      |
| Книги та періодичні видання | 0%      | 0%      |
| Промислова хімічна продукція | 50%     | 50%     |
| Продукція, пов'язана з транспортними засобами | 0%      | 0%      |
| Інше | 0%      | 0%      |
| Усього підприємств | 2       | 2       |

#### Сфера послуг
| \| Підприємства міста, що працюють у сфері послуг, за діяльністю \| Підприємства міста, що працюють у сфері послуг, за діяльністю \| Підприємства міста, що працюють у сфері послуг, за діяльністю \| \| Рік \| 2002 р. \| 2001 р. \| \| ------------------------------------------------------------- \| ------------------------------------------------------------- \| ------------------------------------------------------------- \| \| Гуртова торгівля \| 18,2% \| 18,2% \| \| Готелі та готельний бізнес \| 45,5% \| 45,5% \| \| Транспорт та зв'язок \| 9,1% \| 9,1% \| \| Посередницькі фінансові послуги \| 0% \| 0% \| \| Послуги підприємствам \| 0% \| 0% \| \| Послуги фізичним особам \| 18,2% \| 18,2% \| \| Нерухомість та ін. \| 9,1% \| 9,1% \| \| Усього підприємств \| 11 \| 11 \| |         |         |
| Підприємства міста, що працюють у сфері послуг, за діяльністю |         |         |
| Рік | 2002 р. | 2001 р. |
| Гуртова торгівля | 18,2%   | 18,2%   |
| Готелі та готельний бізнес | 45,5%   | 45,5%   |
| Транспорт та зв'язок | 9,1%    | 9,1%    |
| Посередницькі фінансові послуги | 0%      | 0%      |
| Послуги підприємствам | 0%      | 0%      |
| Послуги фізичним особам | 18,2%   | 18,2%   |
| Нерухомість та ін. | 9,1%    | 9,1%    |
| Усього підприємств | 11      | 11      |

## Житловий фонд
У 2001 р. 1,4% усіх родин (домогосподарств) мали житло метражем до 59 м2, 8,1% - від 60 до 89 м2, 33,8% - від 90 до 119 м2 і
56,8% - понад 120 м2.

З усіх будівель у 2001 р. 28,4% було одноповерховими, 59,5% - двоповерховими, 12,2
% - триповерховими, 0% - чотириповерховими, 0% - п'ятиповерховими, 0% - шестиповерховими,
0% - семиповерховими, 0% - з вісьмома та більше поверхами.

## Автопарк
| \| Автомобілі, зареєстровані у місті, за призначенням \| Автомобілі, зареєстровані у місті, за призначенням \| Автомобілі, зареєстровані у місті, за призначенням \| \| Рік \| 2006 р. \| 2005 р. \| \| -------------------------------------------------- \| -------------------------------------------------- \| -------------------------------------------------- \| \| Приватні автомобілі \| 50% \| 49% \| \| Мотоцикли \| 14,3% \| 14,6% \| \| Вантажівки \| 29,9% \| 30,8% \| \| Трактори \| 1,6% \| 1,6% \| \| Автобуси та ін. \| 4,2% \| 3,9% \| \| Усього автомобілів \| 308 шт. \| 308 шт. \| |         |         |
| Автомобілі, зареєстровані у місті, за призначенням |         |         |
| Рік | 2006 р. | 2005 р. |
| Приватні автомобілі | 50%     | 49%     |
| Мотоцикли | 14,3%   | 14,6%   |
| Вантажівки | 29,9%   | 30,8%   |
| Трактори | 1,6%    | 1,6%    |
| Автобуси та ін. | 4,2%    | 3,9%    |
| Усього автомобілів | 308 шт. | 308 шт. |

## Вживання каталанської мови
У 2001 р. каталанську мову у місті розуміли 99,6% усього населення (у 1996 р. - 98,9%), вміли говорити нею 91,7% (у 1996 р. - 
96,8%), вміли читати 84,1% (у 1996 р. - 83,3%), вміли писати 61
% (у 1996 р. - 53%). Не розуміли каталанської мови 0,4%.

## Політичні уподобання
У виборах до Парламенту Каталонії у 2006 р. взяло участь 156 осіб (у 2003 р. - 168 осіб). Голоси за політичні сили розподілилися таким чином:
| \| Вибори до Парламенту Каталонії \| Вибори до Парламенту Каталонії \| Вибори до Парламенту Каталонії \| \| Рік \| 2006 р. \| 2003 р. \| \| -------------------------------------- \| ------------------------------ \| ------------------------------ \| \| Конвергенція та Єднання (CiU) \| 62,8% \| 61,3% \| \| Соціалістична партія Каталонії (PSC) \| 9,6% \| 10,1% \| \| Народна партія (PP) \| 3,8% \| 4,2% \| \| Ініціатива за зелену Каталонію (IC) \| 9,6% \| 4,8% \| \| Республіканська лівиця Каталонії (ERC) \| 12,8% \| 19% \| \| Громадянська партія (C's) \| 0% \| 0% \| \| Інші \| 1,3% \| 0,6% \| |         |         |
| Вибори до Парламенту Каталонії |         |         |
| Рік | 2006 р. | 2003 р. |
| Конвергенція та Єднання (CiU) | 62,8%   | 61,3%   |
| Соціалістична партія Каталонії (PSC) | 9,6%    | 10,1%   |
| Народна партія (PP) | 3,8%    | 4,2%    |
| Ініціатива за зелену Каталонію (IC) | 9,6%    | 4,8%    |
| Республіканська лівиця Каталонії (ERC) | 12,8%   | 19%     |
| Громадянська партія (C's) | 0%      | 0%      |
| Інші | 1,3%    | 0,6%    |

У муніципальних виборах у 2007 р. взяло участь 180 осіб (у 2003 р. - 184 особи). Голоси за політичні сили розподілилися таким чином:
| \| Муніципальні вибори \| Муніципальні вибори \| Муніципальні вибори \| \| Рік \| 2007 р. \| 2003 р. \| \| -------------------------------------- \| ------------------- \| ------------------- \| \| Конвергенція та Єднання (CiU) \| 32,2% \| 58,7% \| \| Соціалістична партія Каталонії (PSC) \| 13,9% \| 41,3% \| \| Народна партія (PP) \| 0% \| 0% \| \| Ініціатива за зелену Каталонію (IC) \| 0% \| 0% \| \| Республіканська лівиця Каталонії (ERC) \| 53,9% \| 0% \| \| Громадянська партія (C's) \| 0% \| 0% \| \| Інші \| 0% \| 0% \| |         |         |
| Муніципальні вибори |         |         |
| Рік | 2007 р. | 2003 р. |
| Конвергенція та Єднання (CiU) | 32,2%   | 58,7%   |
| Соціалістична партія Каталонії (PSC) | 13,9%   | 41,3%   |
| Народна партія (PP) | 0%      | 0%      |
| Ініціатива за зелену Каталонію (IC) | 0%      | 0%      |
| Республіканська лівиця Каталонії (ERC) | 53,9%   | 0%      |
| Громадянська партія (C's) | 0%      | 0%      |
| Інші | 0%      | 0%      |